# Ivan Skerlev
Ivan Petrov Skerlev (Bulgaars: Иван Петров Скерлев) (Chaskovo, 28 januari 1986) is een Bulgaars voetballer die bij voorkeur als verdediger speelt. Hij verruilde in juli 2012 FC Dimitrovgrad voor PFC Haskovo.